# Keith Smith
Keith LeWayne Smith (Flint, Michigan, 9 de marzo de 1964) es un exjugador de baloncesto estadounidense que jugó una temporada en la NBA. Con 1,90 metros de altura, jugaba en la posición de escolta.

## Trayectoria deportiva

### Universidad
Jugó durante cuatro temporadas con los Lions de la Universidad Loyola Marymount, en las que promedió 18,0 puntos, 5,4 asistencias y 2,2 rebotes por partido. En sus tres últimas temporadas fue incluido en el mejor quinteto de la West Coast Conference.

### Profesional
Fue elegido en la cuadragésimo quinta posición del Draft de la NBA de 1986 por Milwaukee Bucks, donde jugó una única temporada como suplente, en la que promedió 3,3 puntos y 1,1 asistencias por partido.
Tres temporadas después pretendió volver a la alta competición, haciendo la pretemporada con Los Angeles Lakers, pero finalmente fue rechazado.

## Estadísticas de su carrera en la NBA

### Temporada regular
| Temporada | Edad | Equipo          | Liga | P  | TIT | MIN  | TC  | TCA | %TC  | 3P  | 3PA | %3P  | TL  | TLA | %TL  | R.OF. | R.DEF. | REB | ASIS | ROB | TAP | PER | FP  | PTS |
| 1986-87   | 22   | Milwaukee Bucks | NBA  | 42 | 4   | 11.0 | 1.4 | 3.6 | .380 | 0.1 | 0.2 | .333 | 0.5 | 0.7 | .750 | 0.3   | 0.5    | 0.8 | 1.0  | 0.6 | 0.1 | 0.7 | 1.8 | 3.3 |
| Total     |      |                 | NBA  | 42 | 4   | 11.0 | 1.4 | 3.6 | .380 | 0.1 | 0.2 | .333 | 0.5 | 0.7 | .750 | 0.3   | 0.5    | 0.8 | 1.0  | 0.6 | 0.1 | 0.7 | 1.8 | 3.3 |